# Matheus Noronha
Matheus Soares Noronha (Parambu, 10 de setembro de 1998) é um político brasileiro filiado ao Partido Liberal (PL). Nas eleições estaduais do Ceará em 2022, foi eleito Deputado federal após conquistar 150.823 votos.

## Biografia
Filho dos políticos, Genecias Noronha (PL), que ocupou o cargo de Deputado Federal pelo Ceará e de Aderlânia Noronha (SD), Deputada estadual do Ceará, Matheus nasceu no município de Parambu, no interior do Ceará.
Filiado ao Partido Liberal (PL), no ano de 2022, candidatou-se ao cargo de Deputado Federal. No pleito, foi eleito com 150.823 votos.

### Desempenho eleitoral
| Ano  | Cargo                     | Votos   | Resultado | Ref.  |
| ---- | ------------------------- | ------- | --------- | ----- |
| 2022 | Deputado federal do Ceará | 150.823 | Eleito    | [ 4 ] |